# ジョン・A・アロンゾ
ジョン・A・アロンゾ（John A. Alonzo, 1934年6月12日 - 2001年3月13日）は、アメリカ合衆国の撮影監督、元俳優。メキシコ系アメリカ人。ジョン・アロンゾ（John Alonzo）とクレジットされる場合も多い。テキサス州ダラス出身。
当初は俳優として映画やテレビドラマに出演していた。『荒野の七人』では『七人の侍』の利吉に相当するキャラクター・ミゲルを演じたほか、メキシコスタッフの通訳も務めた。
後に撮影監督に転向、1974年、『チャイナタウン』の撮影で第47回アカデミー撮影賞にノミネートされ、高い評価を受けた。撮影のほかにテレビドラマの監督も数本担当した。
2001年3月13日、癌のため死去した。66歳。

## 主な作品
- 血まみれギャングママ Bloody Mama (1970)
- バニシング・ポイント Vanishing Point (1971)
- ハロルドとモード 少年は虹を渡る Harold and Maude (1971)
- ビリー・ホリデイ物語/奇妙な果実 Lady Sings the Blues (1972)
- サウンダー Sounder (1972)
- おかしな結婚 Pete 'n' Tillie (1972)
- ワッツタックス/スタックス・コンサート Wattstax (1973)
- チャイナタウン Chinatown (1974)
- コンラック先生 Conrack (1974)
- いくたびか美しく燃え Once Is Not Enough (1975)
- おかしなレディ・キラー The Fortune (1975)
- さらば愛しき人よ Farewell,My Lovely (1975)
- ダイアン・キートン 可愛い女 I Will,I Will…for Now (1976)
- がんばれ!ベアーズ The Bad News Bears (1976)
- ブラック・サンデー Black Sunday (1976)
- FM FM（1978）- 監督
- すばらしき仲間たち Casey's Shadow (1978)
- 名探偵再登場 The Cheap Detective (1978)
- ノーマ・レイ Norma Rae (1979)
- トム・ホーン Tom Horn (1980)
- ゾロ Zorro,The Gay Blade (1981)
- ブルーサンダー Blue Thunder (1983)
- スカーフェイス Scarface (1983)
- クロスクリーク Cross Creek (1983)
- ザッツ・ショック Terror in the Aisles (1984)
- 未来警察 Runaway (1984)
- 恋のじゃま者 Nothing in Common (1986)
- ジョ・ジョ・ダンサー Jo Jo Dancer, Your Life Is Calling (1986)
- 潮風のいたずら Overboard (1987)
- マグノリアの花たち Steel Magnolias (1989)
- 証人を消せ/レンタ・コップ2 Physical Evidence (1989)
- ネイビー・シールズ Navy SEALs (1990)
- 背徳の囁き Internal Affairs (1990)
- ガーディアン/森は泣いている The Guardian (1990)
- ハウスシッター/結婚願望 Housesitter (1992)
- クールワールド Cool World (1992)
- スーパーヒーロー/メテオマン The Meteor Man (1993)
- 恐竜小僧/ ジュラシック・ボーイ Clifford (1994)
- スタートレック ジェネレーションズ Star Trek: Generations (1994)
- グラスハープ/草の竪琴 The Grass Harp (1995)
- ボイスレター Letters from a Killer (1998)
- ランスキー アメリカが最も恐れた男 Lansky (1999)
- FAIL SAFE 未知への飛行 Fail Safe (2000) テレビ映画
- デュースワイルド Deuces Wild (2002) 遺作、撮影は2000年のうちに行われた。